# Dang Thi Ngoc Thinh
Dang Thi Ngoc Thinh (Quảng Nam, 25 de desembre de 1959) és una política vietnamita. Destaca per ser la primera presidenta de la República Socialista del Vietnam, càrrec que ocupà el setembre de 2018 per substitució de Tran Dai Quang, qui va deixar el càrrec a causa d'haver mort.
Des de 1979 va ser membres del Partit Comunista del Vietnam.
L'abril de 2016 va ser elegida vicepresidenta pel 91,09 percent dels membres de l'Assemblea Nacional del Vietnam.